# 三染色體X症候群
三染色體X症候群是一種人類女性的性染色體疾病；一般女性的性染色體是XX，而患者為XXX。患有該症候群的患者又因其基因為XXX，被稱作超雌性。
與XXY三體患者不同，三染色體X症候群患者的外觀正常，能正常發育成熟，有正常的生育能力；但據統計，患者精神失常、智能發育遲緩，或二者併發等情況比一般女性高。若沒有經過診斷，有些患者往往不知道自己有三染色體X症候群。

## 定義與症狀
三染色體X症候群是一種女性基因多了一條X染色體的疾病，患者的身高常見高於平均身高，通常不會有任何生理上的異常和生育能力異常，偶爾會有學習障礙、肌張力低下、癲癇和腎病變等狀況。

## 起因與診斷
三染色體X症候群通常是隨機發生的，如果不是在母親的生殖細胞分裂時，就是在細胞早期分裂時發生問題；三染色體X症候群並不會遺傳給下一代，三染色體的出現是隨機發生的；確診方式是進行染色體檢驗。

## 治療、病理學與歷史
三染色體X症候群的治療方式包含言語治療、物理治療和輔導。1959年初次定義三染色體X症候群。約每1,000個女嬰出生時會發現一位病例；估計約有90%的患者並未被確診，因為她們的症狀很少，甚至是沒有症狀。